# Мартинес Портеро, Педро
Педро Мартинес Портеро (исп. Pedro Martínez Portero; испанский: [ˈpeðɾo maɾˈtineθ]; род. 26 апреля 1997, Альсира) — испанский теннисист. Победитель двух турниров АТР (из них один в одиночном разряде).

## Общая биография
Отец — Педро Луис; мать — Долорес; есть сестра — Лола.
Начал играть в теннис в шесть лет. Любимое покрытие — грунт; любимый турнир — Открытый чемпионат США. Кумиром в мире тенниса в детстве был Давид Феррер. Болельщик футбольного клуба Реал Мадрид.
Имеет прозвище, производное от имени — Пе (исп. Pe).
В ноябре 2023 года у Мартинеса и его подруги Клаудии Эспехо родился их первый ребенок, мальчик.

## Спортивная карьера

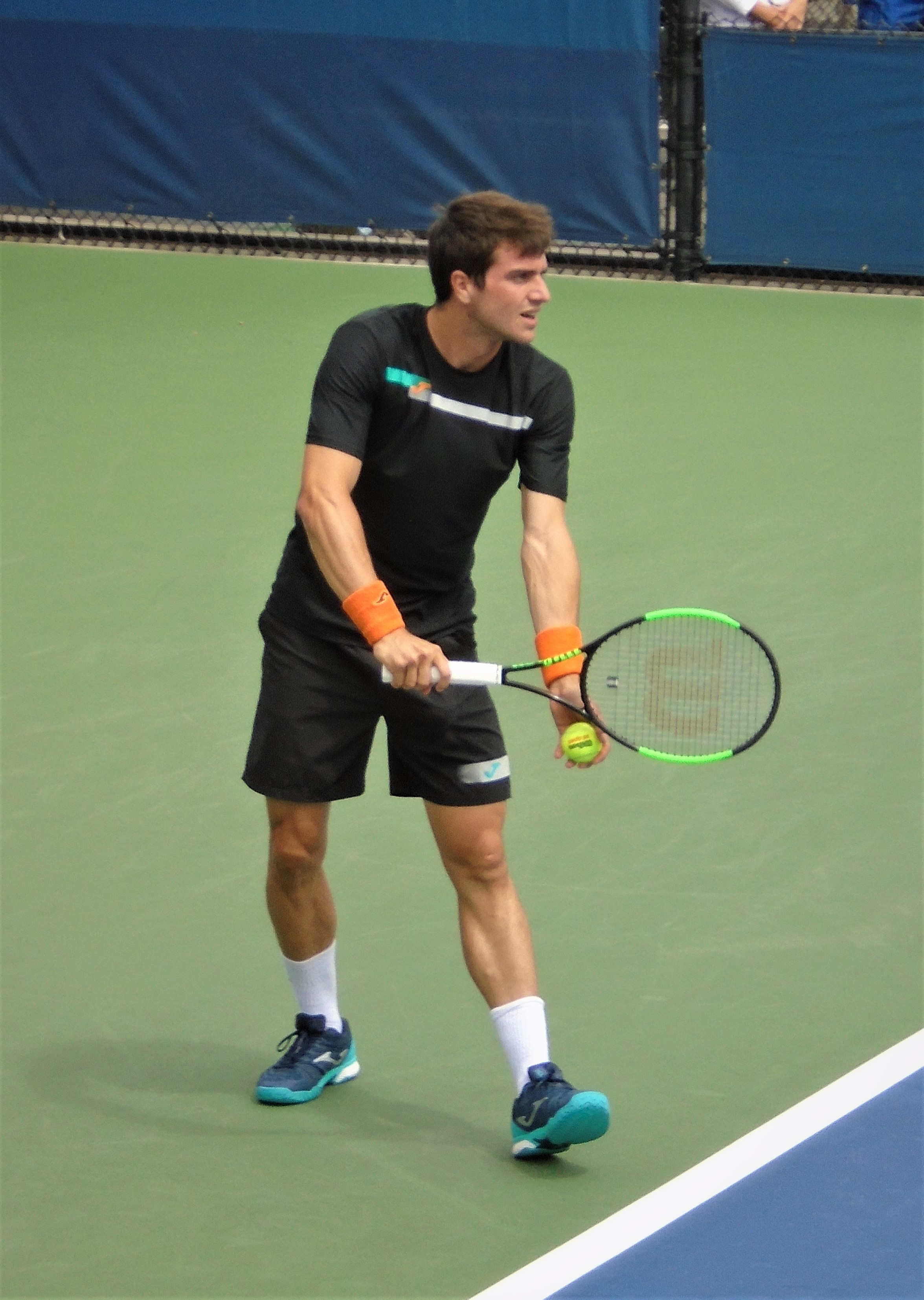
2019 год

В 2013 году испанец выиграл юношеский кубок Дэвиса.
В 2018 году Мартинес дебютировал в основной сетке турнира АТР Гран-при Хасана II, победив в квалификации. В первом раунде уступил португальцу Жуану Соузе.
Мартинес дебютировал на турнирах Большого шлема в основной сетке Открытого чемпионата Франции 2019 года в одиночном разряде и на Открытом чемпионате Франции 2020 года в парном разряде с Кристианом Гарином.
В 2020 году испанец вышел в свой первый четвертьфинал ATP в карьере на Открытом чемпионате Рио-де-Жанейро, победив по ходу турнира Уго Деллиена и Пабло Андухара.
В июне 2020 года он вышел в третий круг Открытого чемпионата Франции в одиночном разряде.
В 2021 году Мартинес впервые вышел в третий круг Открытого чемпионата Австралии в одиночном разряде, победив Эмиля Руусувуори.
На Открытом чемпионате Франции 2021 года он дошел до полуфинала в парном разряде в паре с испанцем Пабло Андухаром. В третьем круге они обыграли бельгийцев Сандера Жийе и Йорана Влигена, посеянных под 14-м номером, а в четвертьфинале — пару Рохан Бопанна и Франко Шкугор.
На своем дебютном Уимблдоне, в 2021 году, Мартинес впервые в карьере вышел в третий круг в одиночном разряде, победив 13-го сеяного Гаэля Монфиса.
В Кицбюэле Мартинес вышел в свой первый финал на турнирах ATP, но потерпел поражение от Каспера Рууда. На Открытом чемпионате США 2021 года он одержал свою первую победу на этом Большом шлеме над Джеймсом Даквортом и вышел во второй раунд.
На Кубке Кремля 2021 года испанец потерпел поражение от Марина Чилича в четвертьфинале турнира.
В 2022 году Мартинес впервые вышел в третий круг Открытого чемпионата Австралии в парном разряде. На турнире в Сантьяго он, победив Хауме Мунара, Янника Ханфманна и Алехандро Табило, вышел в свой второй финал ATP в карьере. В финале он обыграл Себастьяна Баэса и выиграл свой первый титул ATP.
На Открытом чемпионате Майами 2022 года Педро Мартинес впервые в карьере вышел в третий раунд турнира серии «Мастерс», обыграв Яна-Леннарда Штруффа и Кристиана Гарина. На Открытом чемпионате Японии по теннису в 2022 году он вышел в четвертьфинал турнира ATP 500, победив Алексея Попырина и Хауме Мунара.
На Открытом чемпионате Франции 2023 года испанец вновь прошел в основную сетку, обыграв Факундо Багниса в последнем раунде квалификации, но уступил в первом же раунде Таллону Грикспору из Нидерландов.
На Открытом чемпионате Чили 2024 года в Сантьяго Мартинес дошел до полуфинала, победив Франческо Пассаро, шестого сеяного Факундо Диаса Акосту и третьего сеяного Артюра Фиса. На Открытом чемпионате Эшторила 2024 года он стал участником финала на турнире ATP, победив Даниэля Альтмайера, Роберто Баутисту Агута, Ришара Гаске и действующего чемпиона Каспера Рууда. В финале проиграл второму сеяному Хуберту Хуркачу в двух сетах подряд.
В мае 2024 года, на Открытом чемпионате Франции по теннису, Педро Мартинес за счёт высокого рейтинга был зачислен в основную сетку турнира. В первом раунде в пятисетовом поединке одолел аргентинца Тьяго Тиранте, но во втором раунде уступил Андрею Рублёву.

## Рейтинг на конец года
| Год  | Одиночный рейтинг | Парный рейтинг |
| 2024 | 43                | 238            |
| 2023 | 106               | 151            |
| 2022 | 62                | 81             |
| 2021 | 60                | 88             |
| 2020 | 85                | 168            |
| 2019 | 170               | 194            |
| 2018 | 156               | 158            |
| 2017 | 261               | 209            |
| 2016 | 305               | 310            |
| 2015 | 688               | 557            |
| 2014 | 1205              | 837            |
| 2013 | 1674              |                |

## Выступления на турнирах

### Финалы турнировATPв одиночном разряде (3)

#### Победа (1)
| Легенда                     |
| --------------------------- |
| Турниры Большого шлема (0)* |
| Итоговый турнир ATP (0)     |
| Мастерс (0)                 |
| АТР 500 (0)                 |
| АТР 250 (1+1)               |

| Титулы по покрытиям | Титулы по месту проведения матчей турнира |
| ------------------- | ----------------------------------------- |
| Хард (0)            | Зал (0)                                   |
| Грунт (1+1)         | Зал (0)                                   |
| Трава (0)           | Открытый воздух (1+1)                     |
| Ковёр (0)           | Открытый воздух (1+1)                     |

* количество побед в одиночном разряде + количество побед в парном разряде.
| №  | Дата            | Турнир         | Покрытие | Соперник в финале | Счёт        |
| 1. | 28 февралz 2022 | Сантьяго, Чили | Грунт    | Себастьян Баэс    | 4-6 6-4 6-4 |

#### Поражения (2)
| №  | Дата          | Турнир              | Покрытие | Соперник в финале | Счёт        |
| 1. | 31 июля 2021  | Кицбюэль, Австрия   | Грунт    | Каспер Рууд       | 1-6 6-4 3-6 |
| 2. | 7 апреля 2024 | Эшторил, Португалия | Грунт    | Хуберт Хуркач     | 3-6 4-6     |

### Финалы турнировATPв одиночном разряде (2)

#### Победа (1)
| №  | Дата         | Турнир            | Покрытие | Партнёр в финале | Соперник в финале   | Счёт           |
| 1. | 30 июля 2022 | Кицбюэль, Австрия | Грунт    | Лоренцо Сонего   | Майкл Винус Тим Пюц | 5-7 6-4 [10-8] |

#### Поражение (1)
| №  | Дата            | Турнир                   | Покрытие | Партнёр в финале | Соперник в финале         | Счёт    |
| 1. | 22 февраля 2025 | Рио-де-Жанейро, Бразилия | Грунт    | Хауме Мунар      | Рафаэл Матос Марсело Мело | 2-6 5-7 |